# Niccolò Gaddi
Niccolò Gaddi (Florència, 1499 † Florència, 16 de gener de 1552) va ser un cardenal i bisbe italià. Fill de Taddeo Gaddi i Altoviti Antonia i l'oncle del cardenal Taddeo Gaddi.

## Biografia
Va ser bisbe de Fermo 1521-1549 i va ser elegit cardenal diaca pel papa Climent VII li va concedir la diaconia de San Teodor, pocs dies abans que el saqueig de Roma (1527).
Després de l'assassinat del DucAlessandro de' Medici va intentar sense èxit restablir la República de Florència.
A la seva mort va ser enterrat a la Capella Gaddi de l'Església de Santa Maria Novella a Florència.
Niccolò Gaddi va participar en els conclaves següents: 
- El Conclave de 1534, que va triar el Papa Pau III
- El Conclave de 1549-50, que va triar el Papa Juli III